# Ledra rubricans
Ledra rubricans är en insektsart som beskrevs av Kuoh. Ledra rubricans ingår i släktet Ledra och familjen dvärgstritar. Inga underarter finns listade i Catalogue of Life.